# Polen op het Eurovisiesongfestival 1997
Polen nam deel aan het Eurovisiesongfestival 1997 in Dublin, Ierland. Het was de 4de deelname van het land op het Eurovisiesongfestival. De selectie verliep via een interne selectie. TVP was verantwoordelijk voor de Poolse bijdrage voor de editie van 1997.

## Selectieprocedure
Om de kandidaat te kiezen voor Polen op het festival koos men ervoor om deze intern aan te duiden.
De keuze viel uiteindelijk op de zangeres Anna Maria Jopak met het lied "Ale jestem".

## In Dublin
Op het festival zelf in Ierland moest Polen aantreden als 12de, net na Duitsland en voor Estland.
Op het einde van de puntentelling bleek dat Polen op een 11de plaats was geëindigd met een totaal van 54 punten.
België deed niet mee in 1997 en Nederland gaf 1 punt aan deze inzending.

### Gekregen punten

#### Finale
| 12 punten    | 10 punten                           | 8 punten              | 7 punten               | 6 punten                           |
| ------------ | ----------------------------------- | --------------------- | ---------------------- | ---------------------------------- |
|              |                                     | - Oostenrijk          | - Hongarije - Slovenië | - Duitsland                        |
| 5 punten     | 4 punten                            | 3 punten              | 2 punten               | 1 punt                             |
| - Denemarken | - Bosnië en Herzegovina - Noorwegen | - Estland - Frankrijk | - Portugal - Spanje    | - Griekenland - Italië - Nederland |

### Punten gegeven door Polen

#### Finale
Punten gegeven in de finale:
| 12 punten | Frankrijk           |
| 10 punten | Verenigd Koninkrijk |
| 8 punten  | Italië              |
| 7 punten  | Ierland             |
| 6 punten  | Estland             |
| 5 punten  | Hongarije           |
| 4 punten  | Spanje              |
| 3 punten  | Kroatië             |
| 2 punten  | Slovenië            |
| 1 punt    | Oostenrijk          |

1994 · 1995 · 1996 · 1997 · 1998 · 1999 · 2000 · 2001 · 2002 · 2003 · 2004 · 2005 · 2006 · 2007 · 2008 · 2009 · 2010 · 2011 · 2012-2013 · 2014 · 2015 · 2016 · 2017 · 2018 · 2019 · 2020 · 2021 · 2022 · 2023 · 2024 · 2025